# Амурская ночница
Амурская ночница (лат. Myotis bombinus) — небольшая летучая мышь рода ночниц. Масса их тела обычно составляет 4,5—8,5 г, длина тела 40—50 мм, длина хвоста 36—47 мм, длина предплечья 36—42 мм, размах крыльев 24—31 см.

## Описание
Ранее считали подвидом ночницы Наттерера. Ухо длинное, узкое, морда длинная, маска голая, розоватая. Ступня с когтями примерно равна половине голени. Крылья широкие, крыловая перепонка крепится к основанию внешнего пальца ступни. Задний край межбёдренной перепонки усажен ресничками. Эпиблемы нет. Мех густой, длинный, неровный, волосы на спине буро-коричневые с более тёмными основаниями, на брюхе — палево-белёсые.

## Распространение
Широколиственные и смешанные леса Юго-Восточной Сибири, Дальнего Востока, Маньчжурии, Кореи и Японии.

## Естественная история
Убежища и места охоты связаны с лесом. Летом и на зимовках найдена в пещерах. Эхолокационные сигналы низкой интенсивности в диапазоне 107—28 кГц, с максимальной амплитудой около 38 кГц. Биология не изучена.